# دالاس أوستين
دالاس أوستين (بالإنجليزية: Dallas Austin)‏ هو منتج أسطوانات وكاتب أغاني وموسيقي أمريكي، ولد في 29 ديسمبر 1970 في كولومبوس في الولايات المتحدة.

## وصلات خارجية
- دالاس أوستين على موقع IMDb (الإنجليزية)
- دالاس أوستين على موقع ميوزك برينز (الإنجليزية)
- دالاس أوستين على موقع إن إن دي بي (الإنجليزية)
- دالاس أوستين على موقع أول ميوزيك (الإنجليزية)
- دالاس أوستين على موقع ديسكوغز (الإنجليزية)
- دالاس أوستين على موقع قاعدة بيانات الفيلم (الإنجليزية)